# 王明德 (明朝)
王明德（1614年1月5日—17世紀），字克俊，號晉侯，江西瑞州府高安縣獨城人，明朝政治人物。

## 生平
王明德是崇禎六年（1633年）癸酉科江西鄉試舉人，七年（1634年）甲戌科三甲第一百二十五名進士。禮部觀政，授巢縣知縣，十年（1637年）流寇攻打巢縣，他鑑於前任知縣嚴覺被賊人殺害，於是預備小舟在南關，得知賊人入城即刻逃走。

## 家族
曾祖王宗文；祖父王一璽；父王國昇。

## 引用
1. 1 2  《崇禎七年甲戌科進士三代履歷》：王明德，曾祖宗文，祖一璽，父國昇，字克俊，號晉侯，易四房，癸丑年十一月二十五日生，瑞州府高安縣人，癸酉鄉試，會二百九十四名，三甲一百二十五名，禮部觀政，甲戌十二月授南直巢縣知縣。
2. ↑  同治《高安縣志·卷十·選舉志》：進士 明……崇正七年甲戌科劉理順榜 王明德 字克俊，號晉侯，獨城人，巢縣知縣……舉人 明……崇正六年癸酉科 王明德 獨城人，見進士
3. ↑  《明季北略·卷十一》：〈賊陷巢縣〉：……至（崇禎十年）十二月二十四日庚子，賊自廬復至巢，知縣王明德，江右人，鑒於嚴令（覺），豫備小舟南關，聞賊至即登舟走。